# James Morrison (voetballer)
James Clark Morrison (Darlington, 25 mei 1986) is een Engels voetballer van Schotse afkomst die bij voorkeur als offensieve middenvelder speelt. Hij verruilde in juli 2007 Middlesbrough voor West Bromwich Albion. Morrison debuteerde in 2008 in het Schots voetbalelftal.

## Clubcarrière

### Middlesbrough
Morrison werd op achtjarige leeftijd opgenomen in de jeugdopleiding van Middlesbrough. Daarvoor maakte hij op 3 januari 2004 zijn debuut in het eerste elftal in een wedstrijd om de FA Cup tegen Notts County. Vier maanden later maakte hij zijn competitiedebuut in de laatste wedstrijd van het seizoen 2003-2004, als invaller voor Stewart Downing. Op 30 september 2004 maakte Morrison zijn Europees debuut tegen Baník Ostrava. In dat duel scoorde hij in de laatste minuut de gelijkmaker, zijn eerste doelpunt voor Boro. Morrison begon in de basiself in de UEFA Cupfinale 2006 tegen het Spaanse Sevilla.

### West Bromwich Albion
Op 7 augustus 2007 tekende Morrison een vierjarig contract bij West Bromwich Albion. Middlesbrough bedong daarbij een percentage van 15% van het transferbedrag bij een eventuele latere doorverkoop. Morrison debuteerde op de openingsspeeldag van het nieuwe seizoen voor zijn nieuwe club tegen Burnley. Op 23 oktober 2007 scoorde hij zijn eerste doelpunt voor West Bromwich, tegen Blackpool. Voor die treffer kreeg hij de West Bromwich Albion Supporters Club's Goal of the Season Award. In zijn eerste seizoen scoorde hij vier doelpunten voor The Baggies. Op nieuwjaarsdag 2011 scoorde hij met een volley van net buiten de zestien tegen Manchester United. Op 14 september 2012 tekende hij een nieuw vierjarig contract tot juni 2016.

## Interlandcarrière
Morrison speelde voor alle Engelse jeugdelftallen. De Engelse bond stond hem in juni 2007 toe om voor Schotland uit te komen. Zijn grootouders waren namelijk Schotten. Morrison, geboren in het Engelse Darlington, koos een jaar later om daadwerkelijk voor Schotland uit te komen. Hij gaf zelf aan dat zijn kansen bij Engeland gering waren. Na toestemming van de FIFA, ging hij in augustus 2007 op trainingskamp met Schotland. Vanwege een blessure haakte hij toen nog af voor een oefenduel tegen Zuid-Afrika. Op 30 mei 2008 debuteerde Morrison alsnog voor de Schotten, in Praag tegen Tsjechië. Op 25 mei 2011 scoorde hij op het vierlandentoernooi in Dublin zijn eerste interlanddoelpunt, tegen Wales. Op 12 oktober 2012 scoorde hij opnieuw voor Schotland tegen Wales in een WK-kwalificatiewedstrijd. Op 14 augustus 2013 scoorde hij het openingsdoelpunt tegen Engeland op Wembley.

### Interlanddoelpunten
| #  | Datum            | Plaats                               | Tegenstander | Score | Resultaat | Competitie                   |
| -- | ---------------- | ------------------------------------ | ------------ | ----- | --------- | ---------------------------- |
| 1. | 25 mei 2011      | Aviva Stadium, Dublin, Ierland       | Wales        | 1–1   | 3–1       | 2011 Nations Cup             |
| 2. | 12 oktober 2012  | Cardiff City Stadium, Cardiff, Wales | Wales        | 1–0   | 1–2       | WK-kwalificatiewedstrijd     |
| 3. | 14 augustus 2013 | Wembley Stadium, Londen, Engeland    | Engeland     | 0–1   | 3–2       | Vriendschappelijke wedstrijd |

## Erelijst
| Kampioen Championship | 1x | 2007/08 |